# Interstate 77
Pour les articles homonymes, voir I77 et Route 77.
L'Interstate 77 (I-77) est une autoroute inter-État située dans l'est des États-Unis. L'I-77 parcourt une distance d'un peu moins de 1 000 kilomètres (620 miles) suivant une orientation sud-nord et traverse cinq états, soit la Caroline du Sud, la Caroline du Nord, la Virginie, la Virginie-Occidentale et l'Ohio. L'I-77 est une alternative pour le trafic nord-sud, avec des « Interstates » 75, 81 et 95. Globalement, elle relie la région des Grands Lacs au Sud-Est des États-Unis, reliant Cleveland au centre de la Caroline du Sud en traversant notamment Akron, Charleston et Charlotte,. 
L'autoroute est un corridor nord-sud important traversant les  Appalaches. Elle traverse plusieurs territoires, notamment les plaines des Grands Lacs, la région de vallées et montagnes des Appalaches, le piedmont, et les forêts du Sud-Est américain.

## Description du tracé
|       | mi     | km     |
| ----- | ------ | ------ |
| SC    | 91,20  | 146,77 |
| NC    | 105,70 | 170,11 |
| VA    | 66,27  | 106,65 |
| WV    | 187,21 | 301,29 |
| OH    | 163,03 | 262,37 |
| Total | 613,41 | 987,19 |

### Caroline du Sud

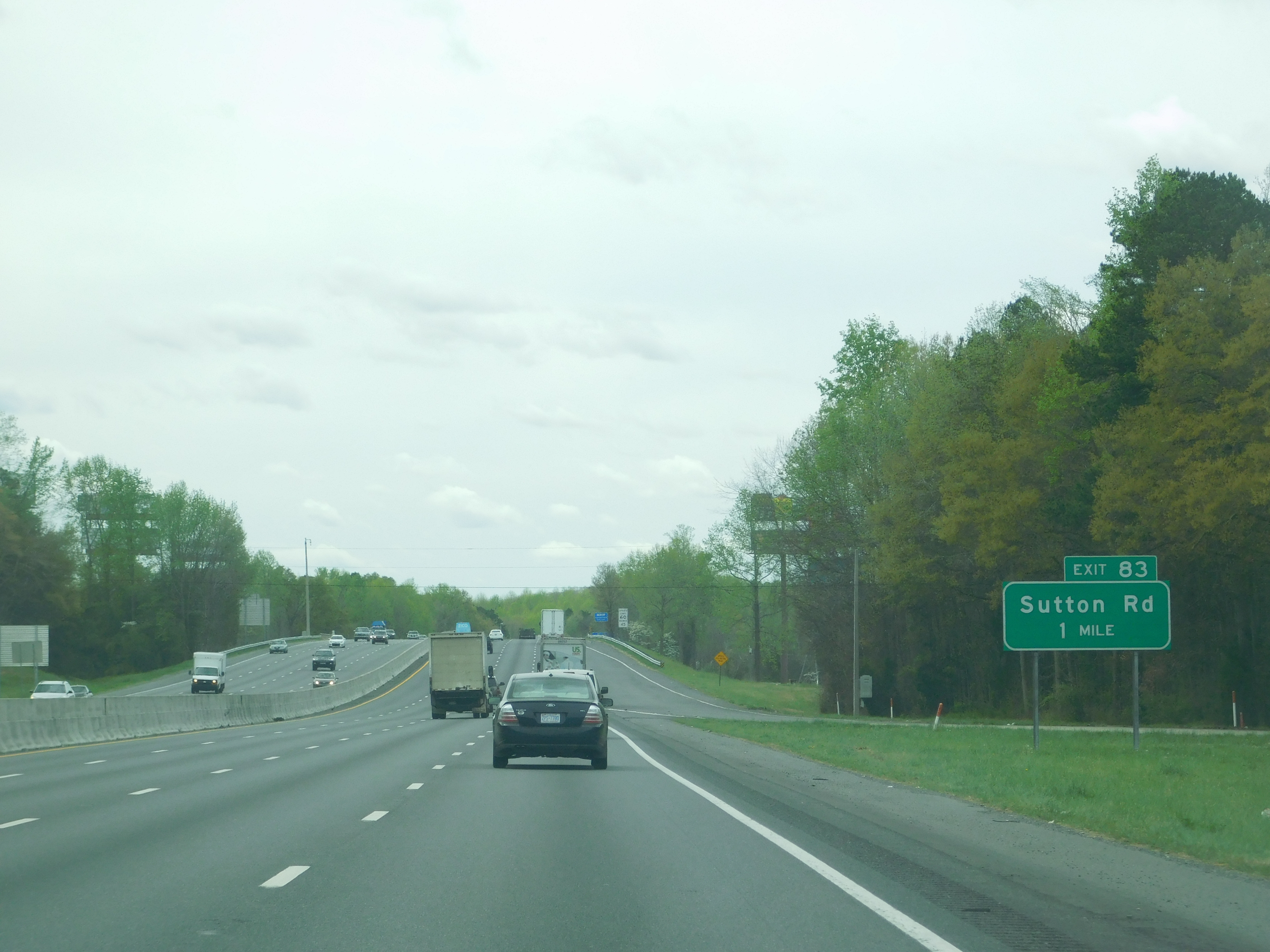
L'autoroute direction sud, à la hauteur de Rock Hill, en Caroline du Sud.

Le terminus Sud de l'I-77 est situé au sud de Columbia, capitale de la Caroline du Sud, à un échangeur avec l'I-26. L'I-77 passe à l'est de la ville, croise l'I-20, puis se dirige vers le nord en traversant une région rurale de l'État pour finalement franchir la frontière avec la Caroline du Nord 85 miles (137 km) au nord de Columbia.

### Caroline du Nord

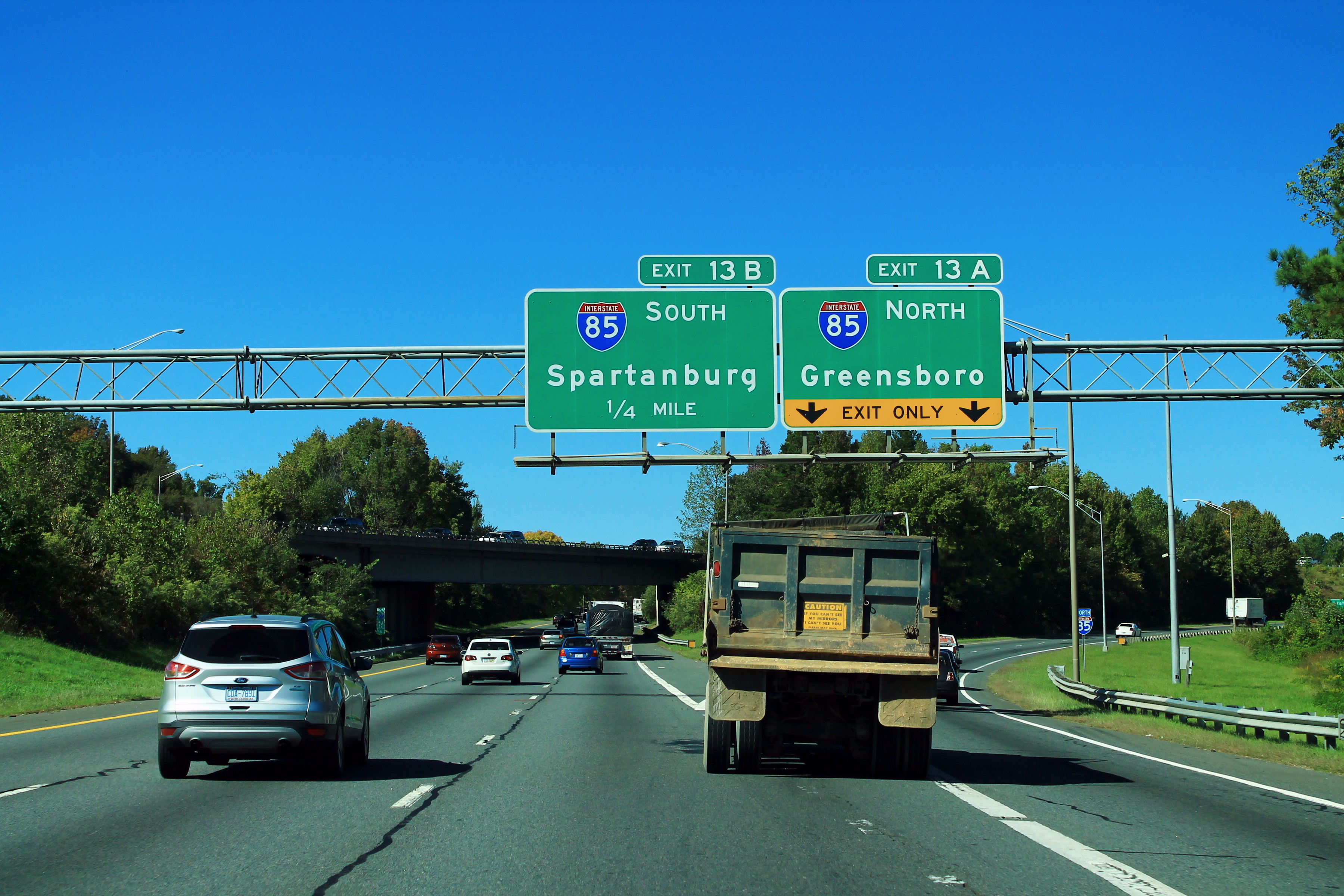
La jonction entre les Interstates 77 et 85 à Charlotte.

Dès son arrivée dans l'État, l'I-77 agit comme autoroute sud-nord principale de la grande région de Charlotte, ville la plus peuplée de la Caroline du Nord. L'autoroute passe tout juste à l'ouest du centre-ville, croise l'I-85, puis traverse les banlieues nord de la ville, toujours en se dirigeant vers le nord. Environ 40 miles (64 km) au nord de Charlotte, l'I-77 croise l'I-40, puis traverse la région du Piedmont des Appalaches. Le territoire devient de plus en plus forestier en se dirigeant vers le nord. Quelques kilomètres au sud de la frontière avec la Virginie, elle croise l'I-74 qui donne accès à Winston-Salem, puis traverse la frontière.

### Virginie

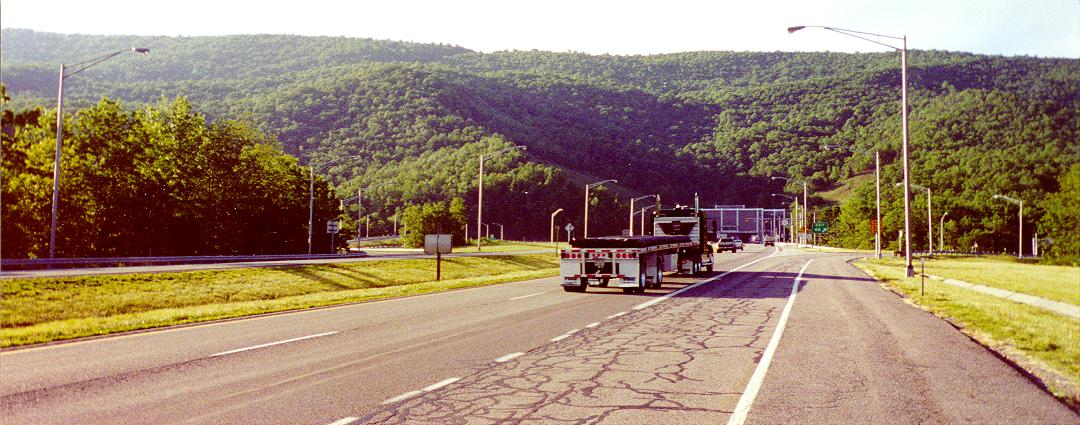
Le tunnel East River Mountain près de la frontière Virginie–Virginie-Occidentale.

Dès son entrée en Virginie, l'I-77 monte le front principal des Appalaches, grimpant jusqu'à une altitude surpassant 1 000 mètres. Trente miles (48 km) au nord de la frontière, elle possède un chevauchement de 8 miles (13 km) avec l'I-81 (un chevauchement à direction opposée), puis traverse le cœur des Appalaches en passant par une région essentiellement forestière et montagneuse jusqu'à la frontière avec la Virginie-Occidentale. Dans les environs de cette frontière, deux tunnels sont présents pour passer sous des chaînes de montagnes.

### Virginie-Occidentale

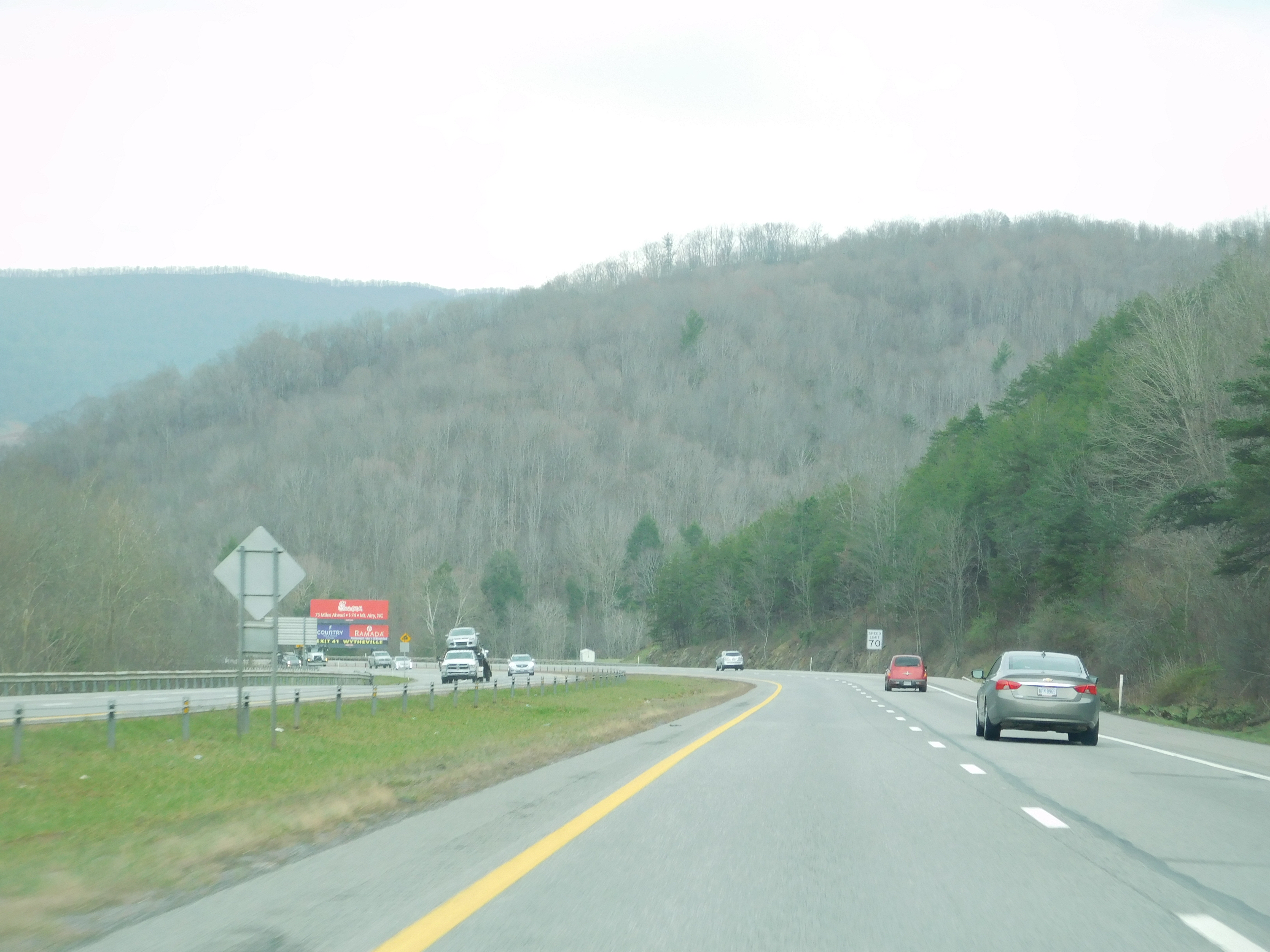
Une section de l'Interstate 77 dans le Sud de la Virginie-Occidentale, près de Beckley.

L'I-77 est la seule autoroute à traverser la Virginie-Occidentale du sud au nord. Pour les 100 premiers miles dans l'État (160 km), elle traverse une région très montagneuse, possédant un parcours sinueux dans les vallées. Entre Buckley et Charleston, l'I-64 se joint aux voies de la 77, et ces deux autoroutes forment le West Virginia Turnpike, une autoroute à péage. 
L'I-77 traverse Charleston en passant à l'est du centre-ville, puis croise l'I-64 (vers l'ouest) et I-79 (vers le nord-est) au nord de Charleston. L'I-77 continue de se diriger vers le nord pour atteindre Parkersburg et la frontière avec l'Ohio à la hauteur de la rivière Ohio. Dans cette dernière section, elle traverse le plateau Appalachien et descend progressivement vers les plaines des Grands Lacs.

### Ohio
Les 100 premiers miles (161 km) de l'I-77 en Ohio sont situés dans une région essentiellement forestière et rurale. À Cambridge, elle croise l'I-70, puis atteint la région de Canton près du mile 105. Elle traverse la ville du sud au nord pour ensuite atteindre Akron une vingtaine de miles (32 km) au nord. Elle forme un court chevauchement avec l'I-76 en se dirigeant vers l'ouest, puis reprend son orientation vers le nord pour rejoindre les banlieues de Cleveland. Dans les banlieues, elle croise l'I-80 et l'I-480, puis se dirige tout droit vers le centre-ville de Cleveland, où est situé son terminus nord, à la jonction avec l'I-90 tout juste au sud du centre-ville,.

## Liste des sorties

### Caroline du Sud
| Interstate 77                                          |                  |       |        |                                 |                                                               |                                                           |
| Comté                                                  | Municipalité     | mi    | km     | Sortie                          | Intersections / Destinations                                  | Notes                                                     |
| Lexington                                              | Cayce            | 0,00  | 0,00   |                                 | I-26 – Charleston, Spartanburg                                |                                                           |
| Lexington                                              | Cayce            | 1,00  | 1,60   | 1                               | US 21 / US 176 / US 321 – Gaston, Swansea, Columbia           | Sortie direction sud, entrée direction nord               |
| Lexington                                              | Cayce            | 1,80  | 2,90   | 2                               | SC 35 (en) nord – Cayce, West Columbia                        |                                                           |
| Rivière Congaree                                       | Rivière Congaree |       |        | Pont Alex Sanders               | Pont Alex Sanders                                             | Pont Alex Sanders                                         |
| Richland                                               | Columbia         | 5,40  | 8,70   | 5                               | SC 48 (en) (Bluff Road) – Gadsden                             |                                                           |
| Richland                                               | Columbia         | 6,50  | 10,50  | 6                               | SC 768 (en) (Shop Road)                                       | Indiqué sortie 6A (est) et 6B (ouest) en direction nord   |
| Richland                                               | Columbia         | 8,60  | 13,80  | 9A                              | US 76 / US 378 (Garners Ferry Road) – Sumter                  | Indiqué sortie 9A (est) et 9B (ouest) en direction sud    |
| Richland                                               | Columbia         | 8,90  | 14,30  | 9B                              | SC 262 (en) (Leesburg Road)                                   |                                                           |
| Richland                                               | Columbia         | 10,40 | 16,70  | 10                              | SC 760 (en) (Jackson Boulevard)                               |                                                           |
| Richland                                               | Columbia         | 12,40 | 20,00  | 12                              | Forest Drive / Strom Thurmond Boulevard est – Fort Jackson    |                                                           |
| Richland                                               | Columbia         | 13,50 | 21,70  | 13                              | SC 12 (en) (Decker Boulevard)                                 | Sortie direction nord, entrée direction sud               |
| Richland                                               | Columbia         | 15,00 | 24,10  | 15                              | SC 12 (en) (Percival Road)                                    | Indiqué sortie 15A (est) et 15B (ouest) en direction nord |
| Richland                                               | Columbia         | 16,00 | 25,70  | 16                              | I-20 – Florence, Augusta                                      | Indiqué sortie 16A (est) et 16B (ouest)                   |
| Richland                                               | Columbia         | 17,50 | 28,20  | 17                              | US 1 (Two Notch Road)                                         |                                                           |
| Richland                                               | Columbia         | 18,80 | 30,30  | 18                              | SC 277 (en) sud vers I-20 ouest – Columbia, Augusta           | Sortie direction sud, entrée direction nord               |
| Richland                                               | Columbia         | 19,20 | 30,90  | 19                              | SC 555 (en) (Farrow Road)                                     |                                                           |
| Richland                                               |                  | 21,60 | 34,80  | 22                              | Killian Road                                                  |                                                           |
| Richland                                               | Blythewood       | 24,30 | 39,10  | 24                              | US 21 (Wilson Boulevard) – Blythewood                         |                                                           |
| Richland                                               | Blythewood       | 27,40 | 44,10  | 27                              | Blythewood Road – Blythewood                                  |                                                           |
| Fairfield                                              |                  | 32,40 | 52,10  | 32                              | Peach Road – Ridgeway                                         |                                                           |
| Fairfield                                              |                  | 34,10 | 54,90  | 34                              | SC 34 (en) – Ridgeway, Winnsboro, Camden                      |                                                           |
| Fairfield                                              |                  | 41,00 | 66,00  | 41                              | Road 41 – Winnsboro                                           |                                                           |
| Fairfield                                              |                  | 45,70 | 73,50  | 46                              | Road 20 – White Oak                                           |                                                           |
| Fairfield                                              |                  | 48,20 | 77,60  | 48                              | SC 200 (en) – Great Falls, Winnsboro                          |                                                           |
| Chester                                                |                  | 55,30 | 89,00  | 55                              | SC 97 (en) – Great Falls, Chester                             |                                                           |
| Chester                                                |                  | 62,50 | 100,60 | 62                              | Road 56 – Fort Lawn, Richburg                                 |                                                           |
| Chester                                                |                  | 64,70 | 104,10 | 65                              | SC 9 (en) – Chester, Lancaster, Fort Lawn                     |                                                           |
| York                                                   | Rock Hill        | 72,90 | 117,30 | 73                              | SC 901 (en) – Rock Hill, York                                 |                                                           |
| York                                                   | Rock Hill        | 75,40 | 121,30 | 75                              | Porter Road                                                   |                                                           |
| York                                                   | Rock Hill        | 77,20 | 124,20 | 77                              | US 21 / SC 5 (en) – Rock Hill, Lancaster                      |                                                           |
| York                                                   | Rock Hill        | 79,10 | 127,30 | 79                              | SC 122 (en) (Dave Lyle Boulevard) – Centre-ville de Rock Hill |                                                           |
| York                                                   | Red River        |       |        | 81                              | Paragon Way                                                   | Futur échangeur en construction                           |
| York                                                   | Rock Hill        | 81,70 | 131,50 | 82                              | US 21 / SC 161 (en) – Fort Mill, Rock Hill, York              |                                                           |
| York                                                   | Rivière Catawba  |       |        | Pont Mémorial John McKee Spratt | Pont Mémorial John McKee Spratt                               | Pont Mémorial John McKee Spratt                           |
| York                                                   | Fort Mill        | 83,40 | 134,20 | 83                              | Sutton Road                                                   |                                                           |
| York                                                   | Fort Mill        | 85,60 | 137,80 | 85                              | SC 160 (en) – Tega Cay, Fort Mill                             |                                                           |
| York                                                   |                  | 87,90 | 141,50 | 88                              | SC 460 (en) (Gold Hill Road) – Tega Cay                       |                                                           |
| York                                                   |                  | 90,40 | 145,50 | 90                              | US 21 sud / Carowinds Boulevard – Fort Mill                   | Terminus sud du multiplex avec US 21; dessert Carowinds   |
| York                                                   |                  | 91,20 | 146,80 |                                 | I-77 nord / US 21 nord – Charlotte                            | Continue en Caroline du Nord                              |
| - Terminus de multiplex - Accès incomplet - Non-ouvert |                  |       |        |                                 |                                                               |                                                           |

### Caroline du Nord
| Interstate 77                                                     |                   |        |        |                                          |                                                                                 |                                                                                                   |
| Comté                                                             | Municipalité      | mi     | km     | Sortie                                   | Intersections / Destinations                                                    | Notes                                                                                             |
| Mecklenburg                                                       | Charlotte         | 0,00   | 0,00   |                                          | I-77 sud / US 21 sud – Rock Hill, Columbia                                      | Continue en Caroline du Sud                                                                       |
| Mecklenburg                                                       | Charlotte         | 0,90   | 1,40   | 1A                                       | Westinghouse Boulevard                                                          |                                                                                                   |
| Mecklenburg                                                       | Charlotte         | 1,80   | 2,90   | 1B                                       | I-485 – Huntersville, Pineville                                                 | Sortie 67 de l'I-485                                                                              |
| Mecklenburg                                                       | Charlotte         | 2,80   | 4,50   | 3                                        | Arrowood Road                                                                   |                                                                                                   |
| Mecklenburg                                                       | Charlotte         | 3,70   | 6,00   | 4                                        | Nations Ford Road                                                               |                                                                                                   |
| Mecklenburg                                                       | Charlotte         | 4,80   | 7,70   | 5                                        | Tyvola Road                                                                     |                                                                                                   |
| Mecklenburg                                                       | Charlotte         | 6,00   | 9,70   | 6A                                       | Woodland Road sud – Université Queens                                           |                                                                                                   |
| Mecklenburg                                                       | Charlotte         | 6,20   | 10,00  | 6B                                       | Vers NC 49 (en) (S. Tryon Street) / Bill Graham Parkway                         | Dessert l'Aéroport international de Charlotte-Douglas                                             |
| Mecklenburg                                                       | Charlotte         | 7,30   | 11,70  | 7                                        | Vers NC 49 (en) / Clanton Road                                                  |                                                                                                   |
| Mecklenburg                                                       | Charlotte         | 8,30   | 13,40  | 8                                        | Vers NC 160 (en) / Remount Road                                                 | Sortie direction nord, entrée direction sud                                                       |
| Mecklenburg                                                       | Charlotte         | 9,00   | 14,50  | 9A                                       | NC 160 (en) (West Boulevard)                                                    | Sortie direction sud, entrée direction nord                                                       |
| Mecklenburg                                                       | Charlotte         | 9,40   | 15,10  | 9B                                       | I-277 nord / US 74 est / NC 27 (en) est (John Belk Freeway)                     | Sortie 1B-C de l'I-277                                                                            |
| Mecklenburg                                                       | Charlotte         | 9,50   | 15,30  | 9C                                       | US 74 ouest (Wilkinson Boulevard) / NC 27 (en) ouest vers US 29                 | US 29 et NC 27 indiqués en direction nord seulement                                               |
| Mecklenburg                                                       | Charlotte         | 9,90   | 15,90  | 10A                                      | US 29 (Morehead Street) vers NC 27 (en)                                         | Sortie direction sud, entrée direction nord                                                       |
| Mecklenburg                                                       | Charlotte         | 10,40  | 16,70  | 10                                       | Trade Street / Fifth Street                                                     | Indiqué sortie 10B (Trade Street est) et 10C (Fifth Street / Trade Street ouest) en direction sud |
| Mecklenburg                                                       | Charlotte         | 11,00  | 17,70  | 11A                                      | I-277 sud / NC 16 (en) sud (Brookshire Freeway est) – Centre-ville de Charlotte | Sortie 5A-B de l'I-277                                                                            |
| Mecklenburg                                                       | Charlotte         | 11,20  | 18,00  | 11B                                      | NC 16 (en) nord (Brookshire Freeway ouest)                                      |                                                                                                   |
| Mecklenburg                                                       | Charlotte         |        |        | —                                        | I-77 nord (Voies express)                                                       | Terminus sud des voies HOV3+ / Péage                                                              |
| Mecklenburg                                                       | Charlotte         |        |        | —                                        | I-277 sud                                                                       | Voies express seulement; sortie direction sud, entrée direction nord                              |
| Mecklenburg                                                       | Charlotte         | 12,40  | 20,00  | 12                                       | Lasalle Street / Atando Avenue                                                  |                                                                                                   |
| Mecklenburg                                                       | Charlotte         | 13,30  | 21,40  | 13                                       | I-85 – Greensboro, Spartanburg                                                  | Indiqué sortie 13A (nord) et 13B (sud); sortie 38 de l'I-85                                       |
| Mecklenburg                                                       | Charlotte         |        |        | —                                        | I-85 nord                                                                       | Voies express seulement; sortie direction nord, entrée direction sud                              |
| Mecklenburg                                                       | Charlotte         | 15,80  | 25,40  | 16                                       | US 21 nord (Sunset Road) vers NC 115 (en)                                       | Terminus nord du multiplex avec US 21; indiqué sortie 16A (nord / est) et 16B (ouest)             |
| Mecklenburg                                                       | Charlotte         |        |        | —                                        | Lakeview Road                                                                   | Voies express seulement                                                                           |
| Mecklenburg                                                       | Charlotte         | 18,60  | 29,90  | 18                                       | NC 24 (en) (W.T. Harris Boulevard)                                              |                                                                                                   |
| Mecklenburg                                                       | Huntersville      | 19,70  | 31,70  | 19A                                      | I-485 nord vers I-85 nord – Matthews                                            | Sortie 23A-B de l'I-485; I-85 non-indiquée en direction nord                                      |
| Mecklenburg                                                       | Huntersville      | 19,70  | 31,70  | 19B                                      | I-485 sud vers I-85 sud – Pineville                                             | Sortie 23A-B de l'I-485; I-85 non-indiquée en direction nord                                      |
| Mecklenburg                                                       | Huntersville      |        |        | —                                        | Hambright Road                                                                  | Voies express seulement                                                                           |
| Mecklenburg                                                       | Huntersville      | 23,00  | 37,00  | 23                                       | Gilead Road – Huntersville                                                      |                                                                                                   |
| Mecklenburg                                                       | Huntersville      | 25,50  | 41,00  | 25                                       | NC 73 (en) – Concord, Huntersville                                              |                                                                                                   |
| Mecklenburg                                                       | Cornelius         | 28,30  | 45,50  | 28                                       | US 21 sud (Catawba Avenue) – Cornelius, Lac Norman                              | Terminus sud du multiplex avec US 21                                                              |
| Mecklenburg                                                       | Davidson          | 29,80  | 48,00  | 30                                       | Griffith Street – Davidson                                                      |                                                                                                   |
| Lac Norman                                                        | Lac Norman        |        |        | Chaussée du Lac Norman                   | Chaussée du Lac Norman                                                          | Chaussée du Lac Norman                                                                            |
| Iredell                                                           | Mooresville       | 31,70  | 51,00  | 31                                       | Langtree Road – Mooresville                                                     |                                                                                                   |
| Iredell                                                           | Mooresville       | 33,30  | 53,60  | 33                                       | US 21 nord – Lac Norman                                                         | Terminus nord du multiplex avec US 21                                                             |
| Iredell                                                           | Mooresville       | 35,00  | 56,30  | 35                                       | Brawley School Road                                                             |                                                                                                   |
| Iredell                                                           | Mooresville       | 36,20  | 58,30  | 36                                       | NC 150 (en) – Lincolnton, Mooresville                                           |                                                                                                   |
| Iredell                                                           | Mooresville       |        |        | —                                        | I-77 sud (Voies express)                                                        | Terminus nord des voies HOV3+ / Péage                                                             |
| Iredell                                                           |                   | 41,80  | 67,30  | 42                                       | US 21 / NC 115 (en) – Troutman                                                  |                                                                                                   |
| Iredell                                                           |                   | 45,50  | 73,20  | 45                                       | Amity Hill Road – Troutman, Barium Springs                                      |                                                                                                   |
| Iredell                                                           | Statesville       | 48,70  | 78,40  | 49A                                      | US 70 (Garner Bagnal Boulevard)                                                 |                                                                                                   |
| Iredell                                                           | Statesville       | 49,00  | 78,90  | 49B                                      | Centre-ville de Statesville                                                     |                                                                                                   |
| Iredell                                                           | Statesville       | 50,10  | 80,60  | 50                                       | E. Broad Street – Statesville                                                   |                                                                                                   |
| Iredell                                                           | Statesville       | 51,30  | 82,60  | 51                                       | I-40 – Winston-Salem, Hickory                                                   | Indiqué sortie 51A (est) et 51B (ouest) en direction sud; sortie 152 de l'I-40                    |
| Iredell                                                           |                   | 54,00  | 86,90  | 54                                       | US 21 – Turnersburg                                                             |                                                                                                   |
| Iredell                                                           |                   | 59,00  | 95,00  | 59                                       | Tomlin Mill Road – Olin                                                         |                                                                                                   |
| Iredell                                                           |                   | 65,50  | 105,40 | 65                                       | NC 901 (en) – Harmony, Union Grove                                              |                                                                                                   |
| Yadkin                                                            | Brooks Crossroads | 73,70  | 118,60 | 73                                       | US 421 – Yadkinville, Winston-Salem, Wilkesboro, Boone                          | Indiqué sortie 73A (sud) et 73B (nord)                                                            |
| Yadkin                                                            |                   | 79,00  | 127,10 | 79                                       | US 21 sud / US 21 Bus. nord – Jonesville                                        | Terminus sud du multiplex avec US 21                                                              |
| Yadkin                                                            | Jonesville        | 81,90  | 131,80 | 82                                       | NC 67 (en) – Jonesville, Boonville, Elkin                                       |                                                                                                   |
| Rivière Yadkin                                                    | Rivière Yadkin    |        |        | Ponts Mémorial Sgt. Gregory Keith Martin | Ponts Mémorial Sgt. Gregory Keith Martin                                        | Ponts Mémorial Sgt. Gregory Keith Martin                                                          |
| Surry                                                             | Elkin             | 83,70  | 134,70 | 83                                       | US 21 nord – Sparta, Roaring Gap                                                | Terminus nord du multiplex avec US 21; sortie direction nord, entrée direction sud                |
| Surry                                                             | Elkin             | 84,80  | 136,50 | 85                                       | NC 268 Byp. (en) vers US 21 nord – Elkin                                        |                                                                                                   |
| Surry                                                             | Salem Fork        | 93,20  | 150,00 | 93                                       | Dobson                                                                          |                                                                                                   |
| Surry                                                             | Oak Grove         | 100,00 | 160,90 | 100                                      | NC 89 (en) – Mount Airy, Galax                                                  |                                                                                                   |
| Surry                                                             | Pine Ridge        | 100,80 | 162,20 | 101                                      | I-74 est – Mount Airy, Winston-Salem                                            | Terminus sud du multiplex avec I-74; sortie 5 de l'I-74                                           |
| Surry                                                             |                   | 105,70 | 170,10 |                                          | I-77 nord (Future I-74 ouest) – Wytheville                                      | Continue en Virginie                                                                              |
| - Terminus de multiplex - Accès réservé aux HOV - Accès incomplet |                   |        |        |                                          |                                                                                 |                                                                                                   |

### Virginie
| Interstate 77           |                     |                     |                     |                               |                                                            | |
| Comté                   | Municipalité        | mi                  | km                  | Sortie                        | Intersections / Destinations                               | Notes |
| Carroll                 |                     | 0,00                | 0,00                |                               | I-77 sud / I-74 est – Charlotte                            | Continue en Caroline du Nord                                                                                         |
| Carroll                 |                     | 0,94                | 1,51                | 1                             | SR 620 (en)                                                | |
| Carroll                 |                     | 8,57                | 13,79               | 8                             | SR 148 (en) / SR 775 (en) vers US 52 – Fancy Gap           | Vers Blue Ridge Parkway                                                                                              |
| Carroll                 |                     | 14,85               | 23,90               | 14                            | US 58 / US 221 – Hillsville, Galax                         | |
| Carroll                 |                     | 19,03               | 30,63               | 19                            | SR 620 (en)                                                | |
| Carroll                 | Poplar Camp         | 24,06               | 38,72               | 24                            | SR 69 (en) – Poplar Camp                                   | |
| Wythe                   |                     | 32,14               | 51,72               | 32                            | I-81 nord / US 11 – Roanoke                                | Terminus sud du multiplex à sens inverse avec I-81 / US 11; sortie 81 de l'I-81 sud                                  |
| Wythe                   | Fort Chiswell       | 33,54               | 53,97               | 80                            | US 52 sud / SR 121 (en) nord – Fort Chiswell, Max Meadows  | Terminus sud du multiplex avec US 52                                                                                 |
| Wythe                   |                     | 36,34               | 58,47               | 77                            | SR F042 (en) (Chapman Road) / SR F043 (East Lee Highway)   | |
| Wythe                   | Wytheville          | 38,18               | 61,43               | 73                            | US 11 sud – Wytheville                                     | Terminus nord du multiplex avec US 11                                                                                |
| Wythe                   | Wytheville          | 39,18               | 63,05               | 72 40                         | I-81 sud / US 52 nord vers US 21 sud – Bristol             | Terminus nord du multiplex à sens inverse avec I-81; terminus nord du multiplex avec US 52; sortie 72 de l'I-81 nord |
| Wythe                   | Wytheville          | 40,28               | 64,82               | 41                            | SR 610 (en) (Peppers Ferry Road) – Wytheville, Max Meadows | |
| Bland                   |                     | 45,77               | 73,66               | 47                            | SR 717 (en)                                                | |
| Wythe                   | Pas d'intersections | Pas d'intersections | Pas d'intersections | Pas d'intersections           | Pas d'intersections                                        | Pas d'intersections                                                                                                  |
| Big Walker Mountain     | Big Walker Mountain | 48,81               | 78,55               | Tunnel de Big Walker Mountain | Tunnel de Big Walker Mountain                              | Tunnel de Big Walker Mountain                                                                                        |
| Bland                   | Bland               | 51,22               | 82,43               | 52                            | US 52 / SR 42 (en) – Bland                                 | |
| Bland                   |                     | 57,33               | 92,26               | 58                            | US 52 – Bastian                                            | |
| Bland                   | South Gap           | 61,27               | 98,60               | 62                            | SR 606 (en) – South Gap                                    | |
| Bland                   | Rocky Gap           | 63,24               | 101,77              | 64                            | US 52 / SR 61 (en) – Rocky Gap                             | |
| Bland                   |                     | 65,57               | 105,52              | 66                            | US 52 sud / SR 598 (en)                                    | Terminus sud du multiplex avec US 52                                                                                 |
| Bland                   |                     | 66,27               | 106,65              |                               | I-77 nord / US 52 nord – Bluefield, Charleston             | Continue en Virginie-Occidentale                                                                                     |
| - Terminus de multiplex |                     |                     |                     |                               |                                                            | |

### Virginie-Occidentale
| Interstate 77                                     |                     |                  |        |                                                         |                                                                             |                                                                                    |
| Comté                                             | Municipalité        | mi               | km     | Sortie                                                  | Intersections / Destinations                                                | Notes                                                                              |
| East River Mountain                               | East River Mountain | 0,00             | 0,00   |                                                         | I-77 sud / US 52 sud – Wytheville                                           | Continue en Virginie                                                               |
| East River Mountain                               | East River Mountain | 0,00             | 0,00   | Tunnel d'East River Mountain                            |                                                                             |                                                                                    |
| Mercer                                            | Bluefield           | 0,60             | 0,97   | 1                                                       | US 52 nord – Bluefield                                                      | Terminus nord du multiplex avec US 52                                              |
| Mercer                                            | Ingleside           | 5,00             | 8,00   | 5                                                       | WV 112 (en) – Ingleside                                                     | Sortie direction sud, entrée direction nord                                        |
| Mercer                                            | Ingleside           | 6,70             | 10,80  | 7                                                       | CR 27 (Ingleside Road) – Ingleside                                          | Sortie direction nord, entrée direction sud                                        |
| Mercer                                            | Princeton           | 8,80             | 14,20  | 9                                                       | US 460 – Princeton                                                          |                                                                                    |
| Mercer                                            | Princeton           | 13,60            | 21,90  | 14                                                      | CR 7 vers WV 20 (en) (Athens Road) – Athens                                 |                                                                                    |
| Mercer                                            | Princeton           | 15,20            | 24,50  | Aire de service de Bluestone (direction nord seulement) | Aire de service de Bluestone (direction nord seulement)                     | Aire de service de Bluestone (direction nord seulement)                            |
| Mercer                                            | Princeton           | 19,60            | 31,50  | 20                                                      | US 19 – Camp Creek                                                          |                                                                                    |
| Raleigh                                           | Ghent               | 28,80            | 46,30  | 28                                                      | CR 48 – Ghent, Flat Top                                                     |                                                                                    |
| Raleigh                                           | Ghent               | Poste de péage A |        |                                                         |                                                                             |                                                                                    |
| Raleigh                                           | Beckley             | 39,30            | 63,20  | 40                                                      | I-64 est – Lewisburg                                                        | Terminus sud du multiplex avec I-64; sortie 121 de l'I-64 ouest                    |
| Raleigh                                           | Beckley             | 41,80            | 67,30  | 42                                                      | WV 16 (en) vers WV 97 (en) (Robert C. Byrd Drive) – Mabscott                |                                                                                    |
| Raleigh                                           | Beckley             | 44,30            | 71,30  | 44                                                      | WV 3 (en) (Harper Road) – Beckley                                           |                                                                                    |
| Raleigh                                           | Beckley             | 45,60            | 73,40  | 45                                                      | Tamarack Marketplace                                                        |                                                                                    |
| Raleigh                                           | Beckley             | 47,40            | 76,30  | 48                                                      | Vers US 19 – Beckley Nord, Summersville                                     | Poste de péage à la sortie direction ouest et à l'entrée direction est             |
| Fayette                                           | Pax                 | 54,40            | 87,50  | 54                                                      | CR 23/2 – Pax                                                               |                                                                                    |
| Fayette                                           | Pax                 | Poste de péage B |        |                                                         |                                                                             |                                                                                    |
| Fayette                                           | Mossy               | 59,40            | 95,60  | 60                                                      | WV 612 (en) est – Mossy, Oak Hill                                           |                                                                                    |
| Fayette                                           |                     | 66,00            | 106,20 | 66                                                      | CR 15 – Mahan                                                               |                                                                                    |
| Kanawha                                           |                     | 74,00            | 119,10 | 74                                                      | CR 83 (Paint Creek Road) – Standard                                         |                                                                                    |
| Kanawha                                           | Morton              | 75,60            | 121,70 | Aire de service de Morton (direction nord seulement)    | Aire de service de Morton (direction nord seulement)                        | Aire de service de Morton (direction nord seulement)                               |
| Kanawha                                           |                     | 79,30            | 127,60 | 79                                                      | CR 79/3 (Cabin Creek Road) – Sharon                                         |                                                                                    |
| Kanawha                                           | Chelyan             | 84,50            | 136,00 | 85                                                      | US 60 / WV 61 (en) – Montgomery, Chelyan, Cedar Grove                       |                                                                                    |
| Kanawha                                           | Chelyan             | 87,70            | 141,10 | Poste de péage C                                        | Poste de péage C                                                            | Poste de péage C                                                                   |
| Kanawha                                           | Marmet              | 89,30            | 143,70 | 89                                                      | WV 94 (en) vers WV 61 (en) – Marmet, Chesapeake                             |                                                                                    |
| Kanawha                                           | Charleston          | 94,30            | 151,80 | 95                                                      | WV 61 (en) (MacCorkle Avenue)                                               |                                                                                    |
| Kanawha                                           | Charleston          | 94,60            | 152,20 | Pont Chuck Yeager au-dessus de la rivière Kanawha       | Pont Chuck Yeager au-dessus de la rivière Kanawha                           | Pont Chuck Yeager au-dessus de la rivière Kanawha                                  |
| Kanawha                                           | Charleston          | 95,50            | 153,70 | 96                                                      | US 60 est (Midland Trail) – Belle                                           | Terminus sud du multiplex avec US 60; terminus nord du West Virginia Turnpike      |
| Kanawha                                           | Charleston          | 96,60            | 155,50 | 97                                                      | US 60 ouest (Kanawha Boulevard)                                             | Terminus nord du multiplex avec US 60; sortie direction nord, entrée direction sud |
| Kanawha                                           | Charleston          | 98,00            | 157,70 | 98                                                      | Vers WV 61 (en) / 35th Street Bridge                                        | Sortie direction sud, entrée direction nord                                        |
| Kanawha                                           | Charleston          | 98,90            | 159,20 | 99                                                      | WV 114 (en) (Greenbrier Street) – Capitole d'État                           |                                                                                    |
| Kanawha                                           | Charleston          | 100,00           | 160,90 | 100                                                     | Leon Sullivan Way, Capitol Street                                           |                                                                                    |
| Kanawha                                           | Charleston          | 100,70           | 162,10 | 101                                                     | I-64 ouest – Huntington                                                     | Terminus nord du multiplex avec I-64; sortie 59 de l'I-64 est                      |
| Kanawha                                           | Charleston          | 101,40           | 163,20 | 102                                                     | US 119 (Westmoreland Road)                                                  |                                                                                    |
| Kanawha                                           | Charleston          | 102,70           | 165,30 | 104                                                     | I-79 nord – Clarksburg                                                      | Terminus sud de l'I-79                                                             |
| Kanawha                                           | Sissonville         | 105,90           | 170,40 | 106                                                     | CR 27 (Edens Fork Road)                                                     |                                                                                    |
| Kanawha                                           | Sissonville         | 109,90           | 176,90 | 111                                                     | CR 29 (Tuppers Creek Road) – Sissonville                                    |                                                                                    |
| Kanawha                                           | Sissonville         | 112,40           | 180,90 | 114                                                     | WV 622 (en) – Sissonville, Pocatalico                                       |                                                                                    |
| Kanawha                                           | Sissonville         | 115,00           | 185,10 | 116                                                     | CR 21 (Haines Branch Road) – Sissonville                                    |                                                                                    |
| Jackson                                           |                     | 118,90           | 191,40 | 119                                                     | CR 21 – Goldtown                                                            |                                                                                    |
| Jackson                                           |                     | 123,90           | 199,40 | 124                                                     | WV 34 (en) – Kenna                                                          |                                                                                    |
| Jackson                                           | Ripley              | 131,40           | 211,50 | 132                                                     | CR 21 – Fairplain, Ripley                                                   |                                                                                    |
| Jackson                                           | Ripley              | 136,90           | 220,30 | 136                                                     | US 33 est / WV 62 (en) sud – Ripley, Point Pleasant                         | Terminus sud du multiplex avec US 33                                               |
| Jackson                                           | Silverton           | 145,90           | 234,80 | 145                                                     | US 33 ouest / WV 2 (en) sud – Silverton, Ravenswood                         | Terminus nord du multiplex avec US 33; terminus sud du multiplex avec WV 2         |
| Jackson                                           |                     | 153,40           | 246,90 | 154                                                     | CR 1 (Medina Road)                                                          |                                                                                    |
| Wood                                              |                     | 160,70           | 258,60 | 161                                                     | CR 21 – Rockport                                                            |                                                                                    |
| Wood                                              | Parkersburg         | 169,00           | 272,00 | 170                                                     | WV 14 (en) – Mineral Wells, Parkersburg                                     |                                                                                    |
| Wood                                              | Parkersburg         | 172,20           | 277,10 | 173                                                     | WV 95 (en) (Cemden Avenue) – Centre-ville de Parkersburg                    |                                                                                    |
| Wood                                              | Parkersburg         | 172,90           | 278,30 | 174                                                     | WV 47 (en) (Staunton Avenue) – Parkersburg                                  |                                                                                    |
| Wood                                              | Parkersburg         | 175,40           | 282,30 | 176                                                     | US 50 (7th Street) – Centre-ville de Parkersburg                            |                                                                                    |
| Wood                                              | Parkersburg         | 179,00           | 288,10 | 179                                                     | WV 2 (en) nord / WV 68 (en) sud (Emerson Avenue) – Vienna, Parkersburg Nord | Terminus nord du multiplex avec WV 2                                               |
| Wood                                              | Williamstown        | 184,80           | 297,40 | 185                                                     | WV 14 (en) vers WV 31 (en) – Williamstown, Vienna                           |                                                                                    |
| Rivière Ohio                                      | Rivière Ohio        | 187,21           | 301,29 | Pont Marietta–Williamstown                              | Pont Marietta–Williamstown                                                  | Pont Marietta–Williamstown                                                         |
| Rivière Ohio                                      | Rivière Ohio        | 187,21           | 301,29 |                                                         | I-77 nord – Marietta                                                        | Continue en Ohio                                                                   |
| - Terminus de multiplex - Péage - Accès incomplet |                     |                  |        |                                                         |                                                                             |                                                                                    |

### Ohio
| Interstate 77                             |                              |        |        |                            | | |
| Comté                                     | Municipalité                 | mi     | km     | Sortie                     | Intersections / Destinations                                                                                                 | Notes |
| Rivière Ohio                              | Rivière Ohio                 | 0,00   | 0,00   |                            | I-77 sud – Williamstown | Continue en Virginie-Occidentale                                                                          |
| Rivière Ohio                              | Rivière Ohio                 | 0,00   | 0,00   | Pont Marietta–Williamstown | | |
| Washington                                | Marietta                     | 0,17   | 0,27   | 1                          | SR 7 (en) – Marietta | |
| Washington                                | Muskingum Township           | 5,76   | 9,27   | 6                          | SR 821 (en) – Lower Salem, Marietta                                                                                          | |
| Washington                                | Aurelius Township            | 16,00  | 25,75  | 16                         | SR 821 (en) – Macksburg, Dexter City                                                                                         | |
| Noble                                     | Olive Township               | 24,71  | 39,77  | 25                         | SR 78 (en) – Caldwell, Woodsfield                                                                                            | |
| Noble                                     | Belle Valley                 | 28,50  | 45,87  | 28                         | SR 821 (en) – Belle Valley                                                                                                   | |
| Guernsey                                  | Valley Township              | 37,70  | 60,67  | 37                         | SR 313 (en) – Senecaville, Pleasant City, Buffalo                                                                            | |
| Guernsey                                  | Byesville                    | 41,29  | 66,45  | 41                         | SR 209 (en) / SR 821 (en) – Byesville                                                                                        | |
| Guernsey                                  | Cambridge Township           | 43,72  | 70,36  | 44                         | I-70 – Columbus, Wheeling | Indiqué sortie 44A (est) et 44B (ouest); sortie 180 de l'I-70                                             |
| Guernsey                                  | Cambridge Township           | 45,92  | 73,90  | 46                         | US 40 – Cambridge, Old Washington                                                                                            | Indiqué sortie 46A (est) et 46B (ouest) en direction nord                                                 |
| Guernsey                                  | Cambridge Township           | 47,52  | 76,48  | 47                         | US 22 – Cadiz, Cambridge | |
| Guernsey                                  | Liberty Township             | 54,30  | 87,39  | 54                         | SR 541 (en) / CR 831 – Kimbolton                                                                                             | |
| Tuscarawas                                | Salem Township               | 65,06  | 104,70 | 65                         | US 36 – Newcomerstown, Port Washington                                                                                       | |
| Tuscarawas                                | Jefferson Township           | 72,52  | 116,71 | 73                         | SR 751 (en) – Stone Creek | |
| Tuscarawas                                | New Philadelphia             | 80,53  | 129,60 | 81                         | US 250 est / SR 39 (en) – Uhrichsville, New Philadelphia                                                                     | Terminus sud du multiplex avec US 250                                                                     |
| Tuscarawas                                | Dover                        | 83,20  | 133,90 | 83                         | SR 39 (en) / SR 211 (en) – Dover, Sugarcreek                                                                                 | |
| Tuscarawas                                | Dover                        | 84,79  | 136,46 | 85                         | Schneiders Crossing Road – Dover                                                                                             | |
| Tuscarawas                                | Franklin Township            | 87,38  | 140,62 | 87                         | US 250 ouest vers SR 21 (en) – Strasburg, Massillon                                                                          | Terminus nord du multiplex avec US 250                                                                    |
| Tuscarawas                                | Bolivar                      | 93,23  | 150,04 | 93                         | SR 212 (en) – Beach City, Bolivar, Zoar                                                                                      | |
| Stark                                     | Limite township Pike–Canton  | 99,47  | 160,08 | 99                         | Fohl Street Southwest – Navarre                                                                                              | |
| Stark                                     | Canton                       | 101,21 | 162,88 | 101                        | SR 627 (en) ouest / Faircrest Street Southwest – Massillon                                                                   | |
| Stark                                     | Canton                       | 103,04 | 165,83 | 103                        | SR 800 (en) sud / Cleveland Avenue Southwest                                                                                 | |
| Stark                                     | Canton                       | 104,02 | 167,40 | 104                        | US 30 / US 62 ouest – East Liverpool, Massillon, Wooster                                                                     | Terminus sud du multiplex avec US 62; indiqué sortie 104A (est) et 104B (ouest)                           |
| Stark                                     | Canton                       | 105,17 | 169,25 | 105                        | SR 172 (en) / Tuscarawas Street ouest – Centre-ville, Massillon                                                              | |
| Stark                                     | Canton                       | 106,11 | 170,77 | 106                        | 13th Street Northwest – Cleveland Clinic Mercy Hospital, McKinley Memorial                                                   | |
| Stark                                     | Canton                       | 107,04 | 172,26 | 107A                       | SR 687 (en) ouest / Fulton Road Northwest – Tom Benson Hall of Fame Stadium, McKinley High School, Pro Football Hall of Fame | |
| Stark                                     | Canton                       | 107,27 | 172,63 | 107B                       | US 62 est – Alliance, Youngstown                                                                                             | Terminus nord du multiplex avec US 62                                                                     |
| Stark                                     | Plain Township               | 109,40 | 176,06 | 109                        | Everhard Road Northwest / Whipple Avenue / Belden Village Street – North Canton, Belden Village Mall                         | Indiqué sortie 109A (est) et 109B (ouest) en direction nord                                               |
| Stark                                     | Jackson Township             | 111,48 | 179,41 | 111                        | Portage Street Northwest – North Canton                                                                                      | |
| Stark                                     | Jackson Township             | 112,61 | 181,23 | 112                        | Shuffel Street Northwest | |
| Summit                                    | Green                        | 113,85 | 183,22 | 113                        | Aéroport régional d'Akron-Canton                                                                                             | |
| Summit                                    | Green                        | 117,91 | 189,76 | 118                        | SR 241 (en) – Green, Massillon                                                                                               | |
| Summit                                    | Green                        | 120,03 | 193,17 | 120                        | South Arlington Road | |
| Summit                                    | Coventry Township            | 122,61 | 197,32 | 122                        | I-277 ouest / US 224 – Barberton, Mogadore                                                                                   | Indiqué sortie 122A (est) et 122B (ouest); sortie 4 de l'I-277; terminus est de l'I-277                   |
| Summit                                    | Akron                        | 123,49 | 198,74 | 123A                       | East Waterloo Road | Sortie direction sud, entrée direction nord                                                               |
| Summit                                    | Akron                        | 123,86 | 199,33 | 123B                       | SR 764 (en) (East Wilbeth Road)                                                                                              | |
| Summit                                    | Akron                        | 124,66 | 200,62 | 124                        | Archwood Avenue / Firestone Boulevard                                                                                        | Sortie direction sud, entrée direction nord                                                               |
| Summit                                    | Akron                        | 125,16 | 201,43 | 125                        | I-76 est / SR 8 (en) nord – Cleveland, Youngstown                                                                            | Terminus sud du multiplex avec I-76; indiqué sortie 125A (SR 8 nord) et 125B (I-76 est) en direction nord |
| Summit                                    | Akron                        | 126,58 | 203,71 | 22A                        | Main Street, Broadway Street – Centre-ville                                                                                  | |
| Summit                                    | Akron                        | 127,28 | 204,84 | 21                         | SR 59 (en) nord / Dart Avenue – Centre-ville                                                                                 | |
| Summit                                    | Akron                        | 127,74 | 205,58 | 21B                        | Lakeshore Boulevard, Bowery Street                                                                                           | Sortie direction sud seulement                                                                            |
| Summit                                    | Akron                        | 128,14 | 206,22 | 21A                        | East Avenue | Sortie direction nord, entrée direction sud                                                               |
| Summit                                    | Akron                        | 128,57 | 206,91 | 129                        | I-76 ouest vers I-277 – Barberton                                                                                            | Terminus nord du multiplex avec I-76                                                                      |
| Summit                                    | Akron                        | 129,33 | 208,14 | 130                        | SR 261 (en) / Vernon Odom Boulevard                                                                                          | |
| Summit                                    | Akron                        | 130,54 | 210,08 | 131                        | SR 162 (en) / Copley Road | |
| Summit                                    | Akron                        | 131,65 | 211,87 | 132                        | White Pond Drive / Mull Avenue                                                                                               | |
| Summit                                    | Limite Akron–Fairlawn        | 133,19 | 214,35 | 133                        | Ridgewood Road / Miller Road                                                                                                 | |
| Summit                                    | Fairlawn                     | 134,88 | 217,07 | 135                        | Cleveland-Massillon Road | Sortie direction nord, entrée direction sud                                                               |
| Summit                                    | Copley Township              | 135,50 | 218,07 | 136                        | SR 21 (en) sud – Massillon                                                                                                   | Terminus sud du multiplex avec SR 21                                                                      |
| Summit                                    | Copley Township              | 136,50 | 219,68 | 137                        | SR 18 (en) – Medina | Indiqué sortie 137A (est) et 137B (ouest)                                                                 |
| Summit                                    | Bath Township                | 137,99 | 222,07 | 138                        | Ghent Road | |
| Summit                                    | Richfield                    | 142,94 | 230,04 | 143                        | SR 176 (en) vers I-271 / Wheatley Road                                                                                       | |
| Summit                                    | Richfield                    | 143,62 | 231,13 | 144                        | I-271 – Columbus, Érié | Nord vers nord et sud vers sud seulement                                                                  |
| Summit                                    | Richfield                    | 145,65 | 234,40 | 145                        | SR 21 (en) nord / Brecksville Road                                                                                           | Terminus nord du multiplex avec SR 21; sortie direction nord, entrée direction sud                        |
| Limite Summit–Cuyahoga                    | Limite Richfield–Brecksville | 145,78 | 234,61 | 146                        | I-80 Toll / Ohio Turnpike / SR 21 (en) – Toledo, Youngstown                                                                  | Sortie 173 de l'I-80                                                                                      |
| Cuyahoga                                  | Brecksville                  | 148,24 | 238,57 | 147                        | Miller Road | Sortie direction sud, entrée direction nord                                                               |
| Cuyahoga                                  | Broadview Heights            | 149,59 | 240,74 | 149                        | SR 82 (en) – Brecksville, Broadview Heights                                                                                  | |
| Cuyahoga                                  | Broadview Heights            | 151,58 | 243,94 | 151                        | Wallings Road | |
| Cuyahoga                                  | Independence                 | 152,81 | 245,92 | 153                        | Pleasant Valley Road | |
| Cuyahoga                                  | Independence                 | 155,19 | 249,75 | 155                        | Rockside Road | |
| Cuyahoga                                  | Independence                 | 155,51 | 250,27 | 156                        | I-480 – Toledo, Youngstown                                                                                                   | Sortie 20 de l'I-480                                                                                      |
| Cuyahoga                                  | Cuyahoga Heights             | 157,40 | 253,31 | 157                        | SR 21 (en) sud (Brecksville Road)                                                                                            | Sortie direction sud, entrée direction nord                                                               |
| Cuyahoga                                  | Cuyahoga Heights             | 158,42 | 254,95 | 158                        | Grant Avenue | |
| Cuyahoga                                  | Newburgh Heights             | 159,09 | 256,03 | 159A                       | Harvard Avenue | |
| Cuyahoga                                  | Cleveland                    | 159,56 | 256,79 | 159B                       | Fleet Avenue | Pas d'entrée direction sud                                                                                |
| Cuyahoga                                  | Cleveland                    | 160,73 | 258,67 | 160                        | Pershing Avenue | Sortie direction nord, entrée direction sud                                                               |
| Cuyahoga                                  | Cleveland                    | 160,97 | 259,06 | 161A                       | SR 14 (en) (Broadway Avenue)                                                                                                 | Sortie direction nord, entrée direction sud                                                               |
| Cuyahoga                                  | Cleveland                    | 161,21 | 259,44 | 161B                       | I-490 / SR 10 (en) est vers I-90 ouest I-71 / Opportunity Corridor                                                           | Terminus sud du multiplex avec SR 10                                                                      |
| Cuyahoga                                  | Cleveland                    | 162,10 | 260,87 | 162A                       | US 422 / SR 8 (en) / SR 10 (en)ouest / SR 87 (en) / Woodland Avenue / East 30th Street                                       | Terminus nord du multiplex avec SR 10                                                                     |
| Cuyahoga                                  | Cleveland                    | 162,74 | 261,90 | 162B                       | East 22nd Street / East 14th Street                                                                                          | Sortie direction nord, entrée direction sud                                                               |
| Cuyahoga                                  | Cleveland                    | 162,95 | 262,24 | 163A                       | East 9th Street / Ontario Street                                                                                             | Sortie direction nord seulement                                                                           |
| Cuyahoga                                  | Cleveland                    | 163,10 | 262,48 | 163B                       | East 22nd Street | Sortie direction nord, entrée direction sud                                                               |
| Cuyahoga                                  | Cleveland                    | 163,10 | 262,48 |                            | I-90 est – Érié | Sortie 172A de l'I-90; pas d'accès direct à l'I-90 ouest                                                  |
| - Terminus de multiplex - Accès incomplet |                              |        |        |                            | | |

## Autoroutes reliées

### Caroline du Nord
- Interstate 277

### Ohio
- Interstate 277